# Jean-Baptiste Greuze
Pour les articles homonymes, voir Greuze.
Jean-Baptiste Greuze, né le 21 août 1725 à Tournus et mort le 21 mars 1805 à Paris, est un peintre et dessinateur français.

## Biographie

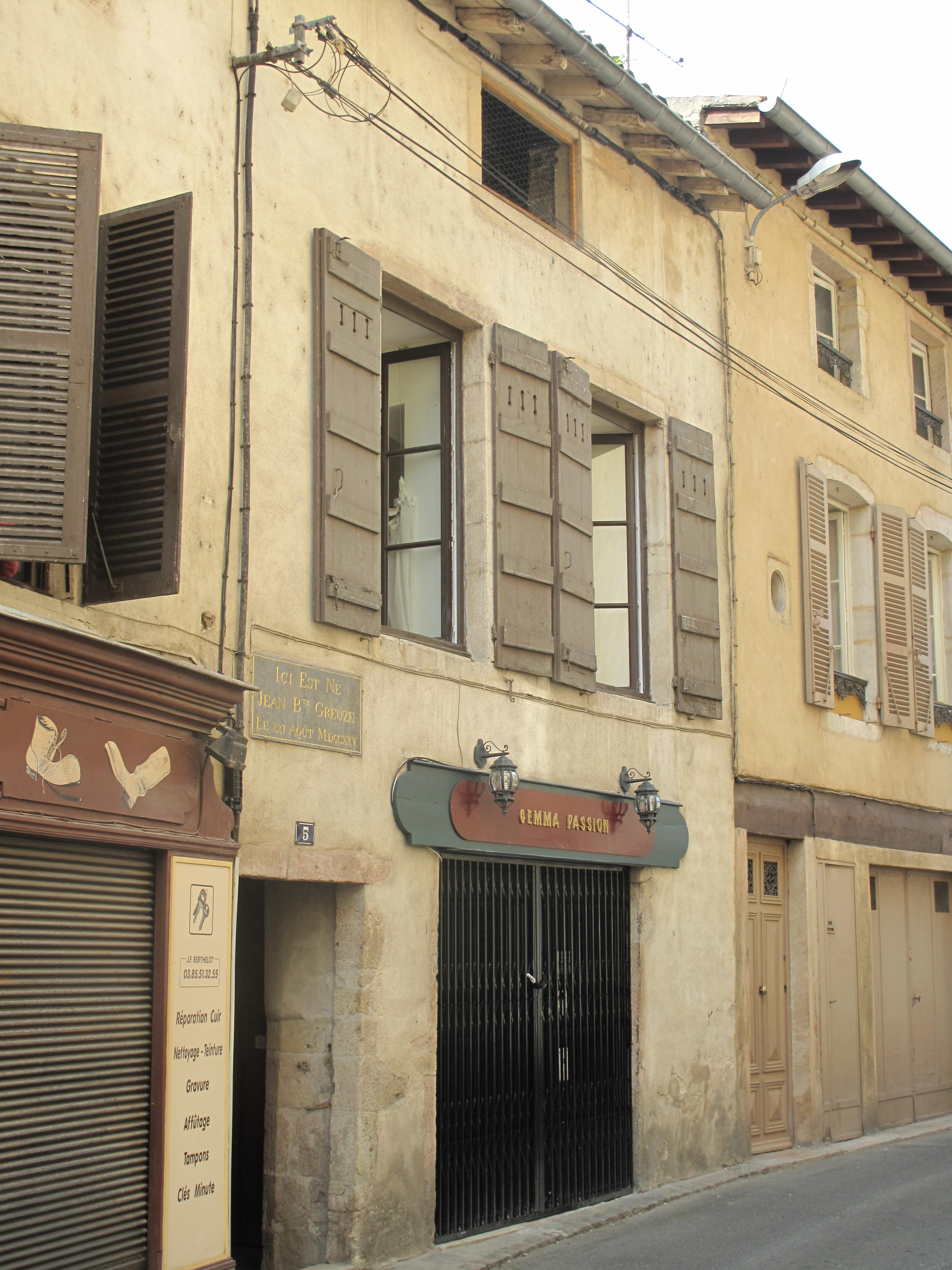
Maison natale à Tournus, au no 5 de la rue Greuze.

Jean-Baptiste Greuze est né le 21 août 1725 à Tournus en Saône-et-Loire. Fils d'un entrepreneur et architecte, Jean-Baptiste Greuze fut dès sa plus tendre enfance attiré par le dessin, malgré la volonté de son père qui le destinait au commerce. Il fut soutenu dans sa vocation par le peintre lyonnais Charles Grandon, dont il sera l'élève. Greuze suit son professeur à Paris où il s'installe en 1750. Il devient l'élève de Charles-Joseph Natoire à l'Académie royale de peinture et de sculpture, professeur avec lequel il eut des démêlés.
Ses débuts au Salon de 1755 furent un triomphe. Son Père de famille lisant la Bible à ses enfants connaît un grand succès. Il devient membre associé de l'Académie. Il part étudier à Rome de 1755 à 1757 et il y peint Les Œufs cassés peu de temps après son arrivée.
Aux couleurs claires et lumineuses, à l'attitude légère de la peinture du XVIIIe siècle, Greuze introduit un réalisme d'influence néerlandaise dans la peinture de genre et le portrait français. Par des expressions faciales vives et des gestes dramatiques, ces peintures moralisantes illustrent l'idée selon laquelle la peinture doit se rapporter à la vie. Il capture les détails des décors et des costumes, parle au cœur, éduque les observateurs et cherche à les rendre "vertueux".

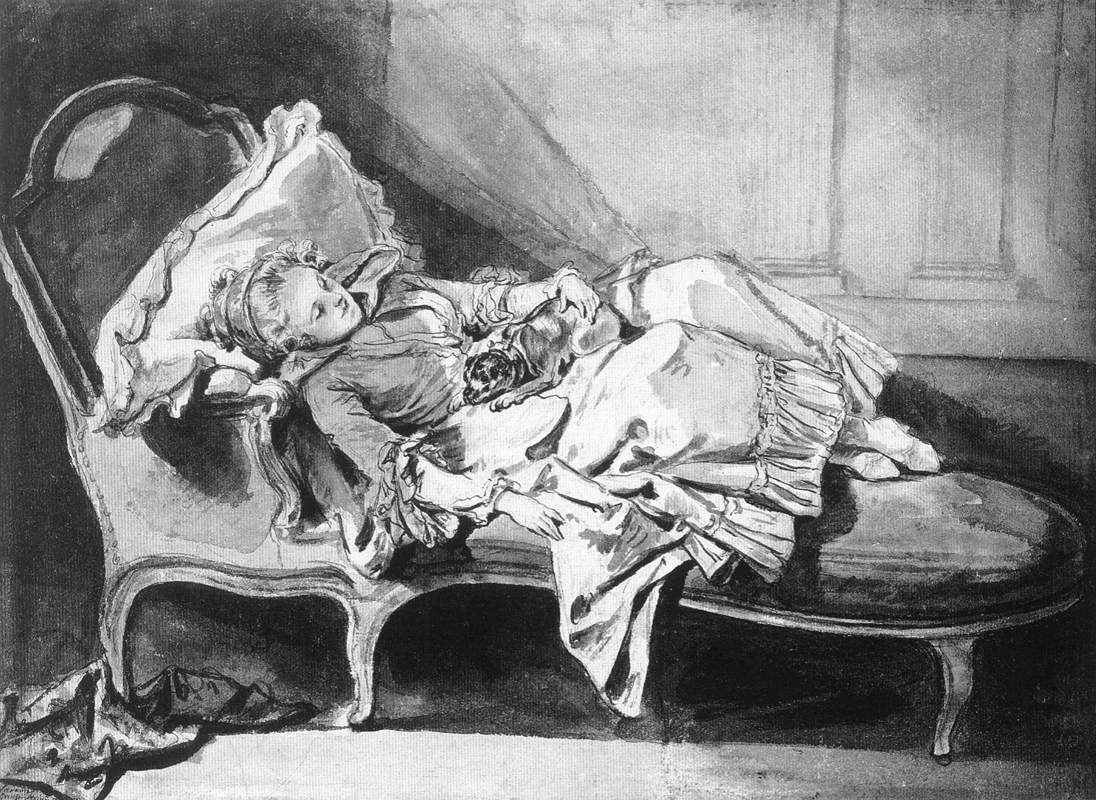
Madame Greuze, lavis d'encre de Chine, Rijksmuseum Amsterdam.

Le 3 février 1759, il épouse Anne-Gabrielle Babuty, fille d'un libraire du quai des Augustins, François Babuty, dont il expose en 1761 le portrait. Cette même année, il suscite l'engouement du public et de la critique au Salon, avec son Accordée de village.
L'année suivante, le 16 avril, à Paris, son épouse donne naissance à une première fille qu'ils prénomment Anna-Geneviève. Elle embrassa la carrière de son père qu'elle soutiendra jusqu'à sa mort.
Greuze demande le divorce qui est prononcé le 4 août 1793, et il se venge de ses déboires matrimoniaux en exécutant un dessin au lavis intitulé La Femme en colère où Anne-Gabrielle a l'apparence d'une furie ; dessin qui est aujourd'hui la propriété du Metropolitan Museum of Art de New-York.
Ayant placé sa fortune en rentes sur l'Hôtel de Ville, la Révolution le ruina entièrement.
Mort en sa demeure sise rue des Fossés Saint Denis (qui longeait le boulevard de Bonne-Nouvelle), Greuze repose à Paris au cimetière Montmartre. Depuis 1864, une rue Greuze, voie du 16e arrondissement de Paris, rend hommage à l'artiste. On peut, d’autre part, toujours voir sa maison natale à Tournus, ville qui érigea une statue en son honneur en 1868 (œuvre de Benoît Rougelet, visible place de l'Hôtel-de-Ville).

## Sépulture
La tombe de Jean-Baptiste Greuze et de ses filles : Anna-Geneviève (décédée le 6 novembre 1842) et Louise Gabrielle Greuze (décédée le 10 avril 1812), se trouve dans la 27e division du cimetière de Montmartre à Paris.

On peut y lire (en majuscules) :
RIVAL DE LA NATURE, ORGUEIL DE NOTRE FRANCE
IL GARDA TOUJOURS PUR L'HONNEUR DE SES PINCEAUX
IL PEIGNIT LA VERTU, L'AMITIE, L'INNOCENCE

ET SON AME RESPIRE A TRAVERS SES TABLEAUX

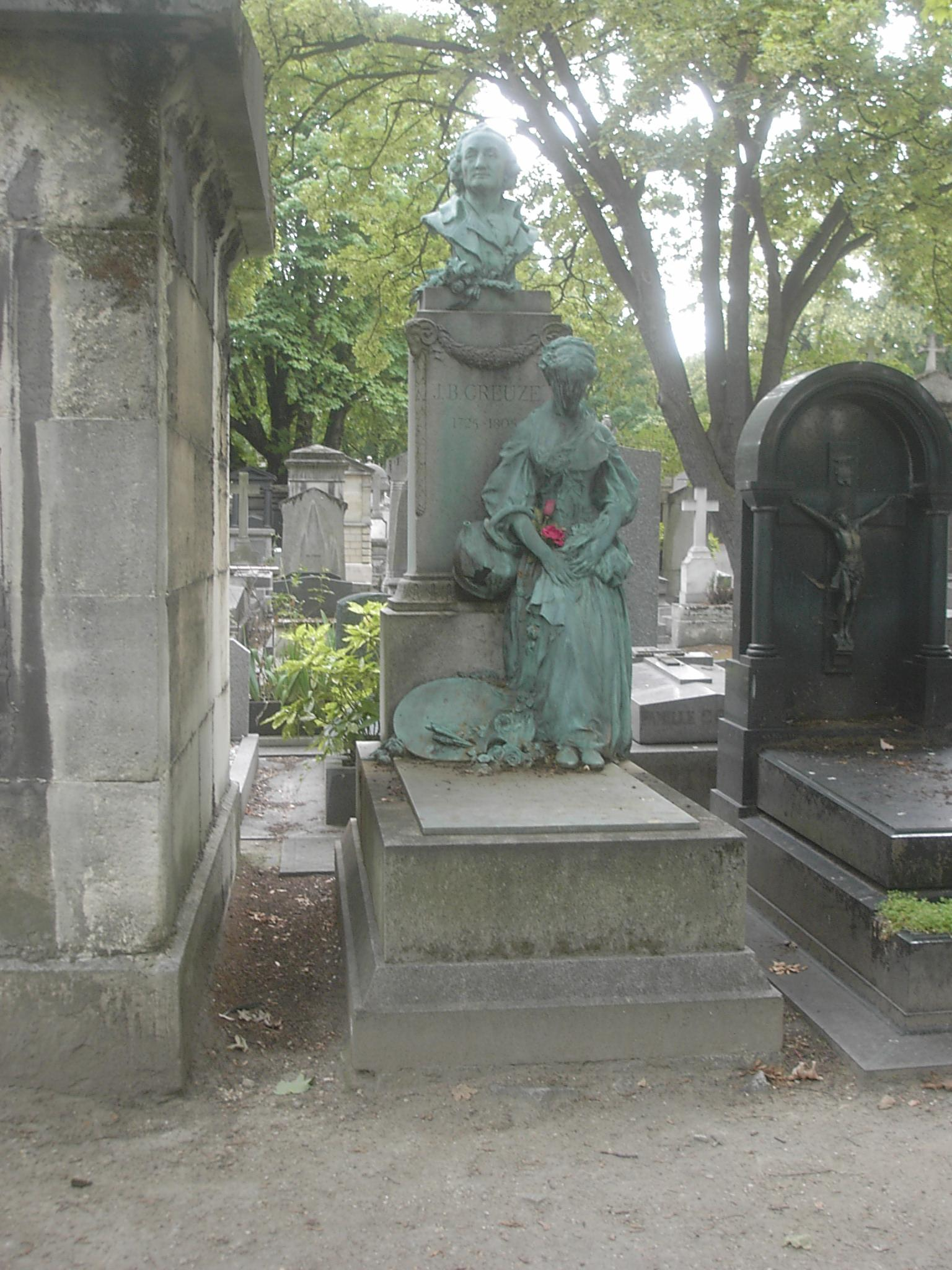
Tombe de Greuze au cimetière de Montmartre à Paris, ornée de La Cruche cassée par Ernest Dagonet.
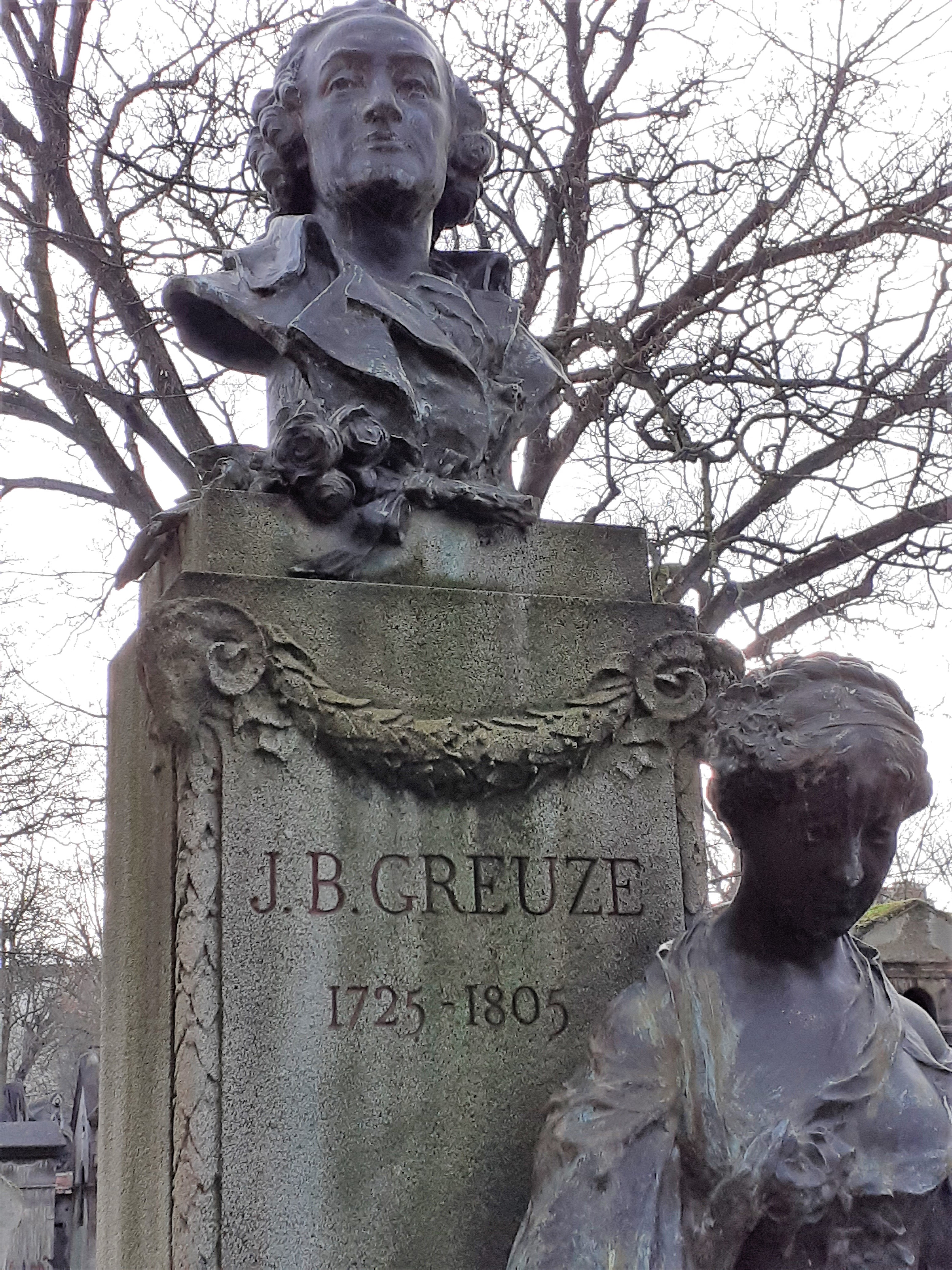
Détail de la stèle.
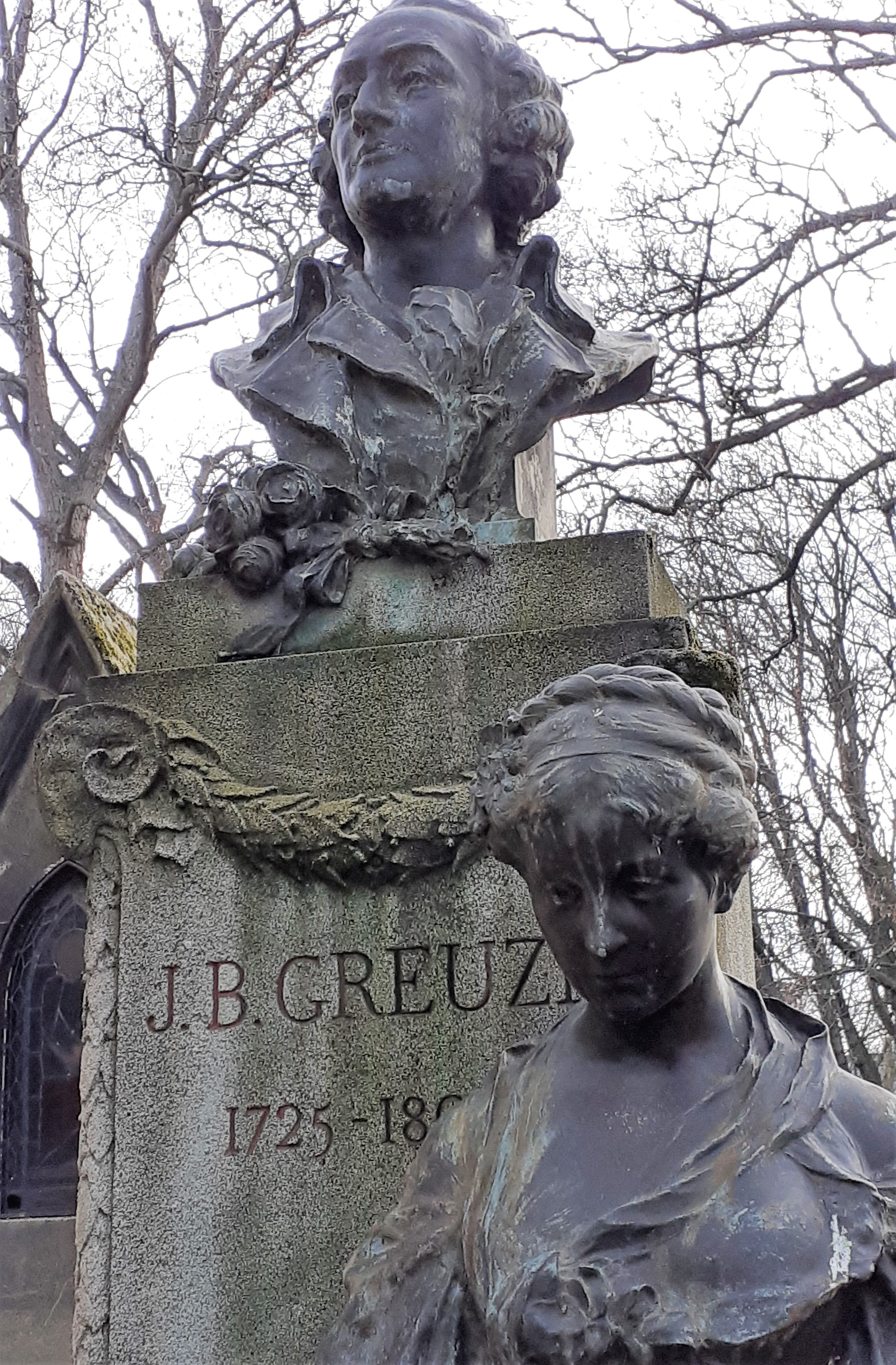
Détail de la stèle.
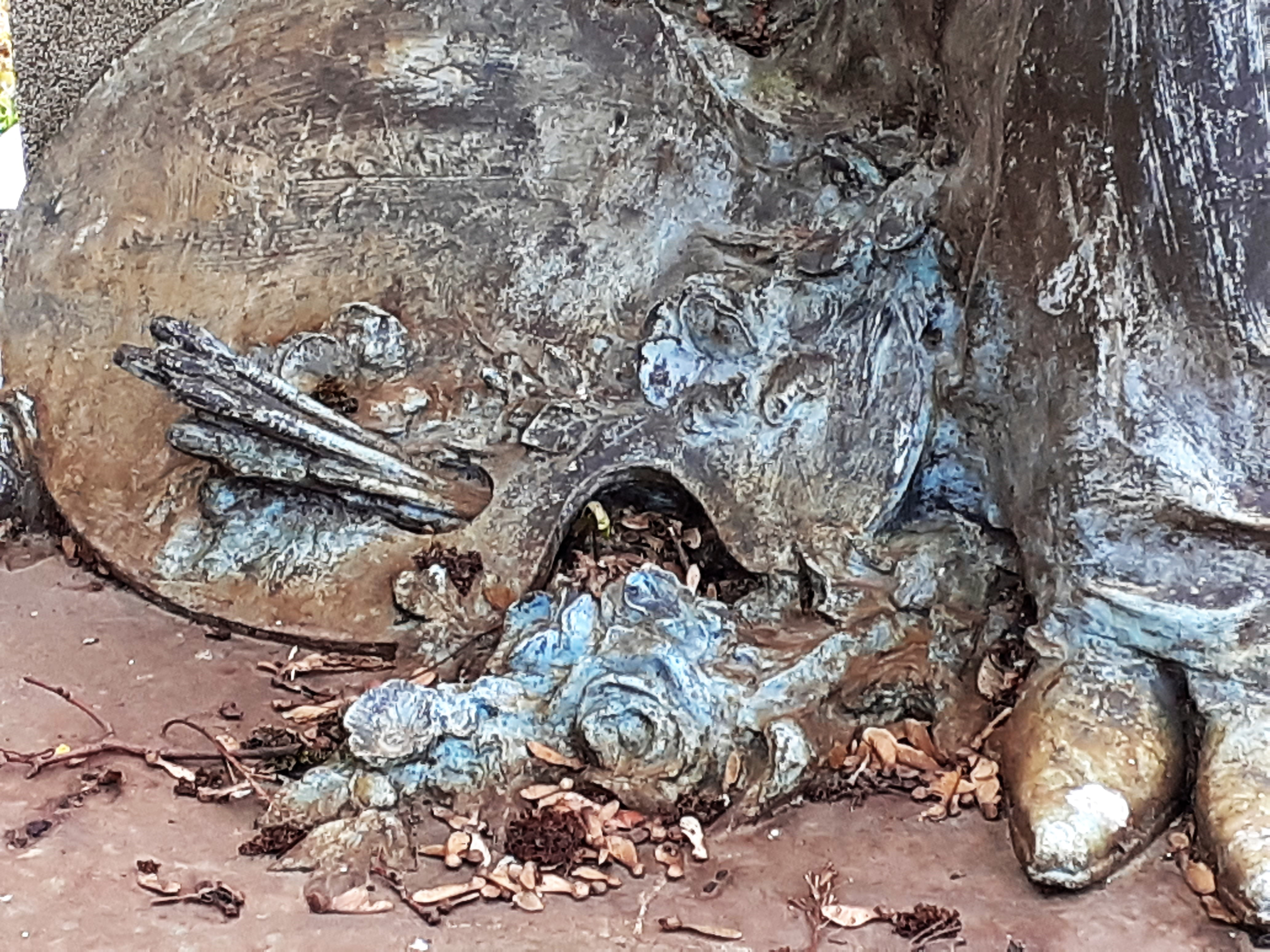
Détail de la stèle.
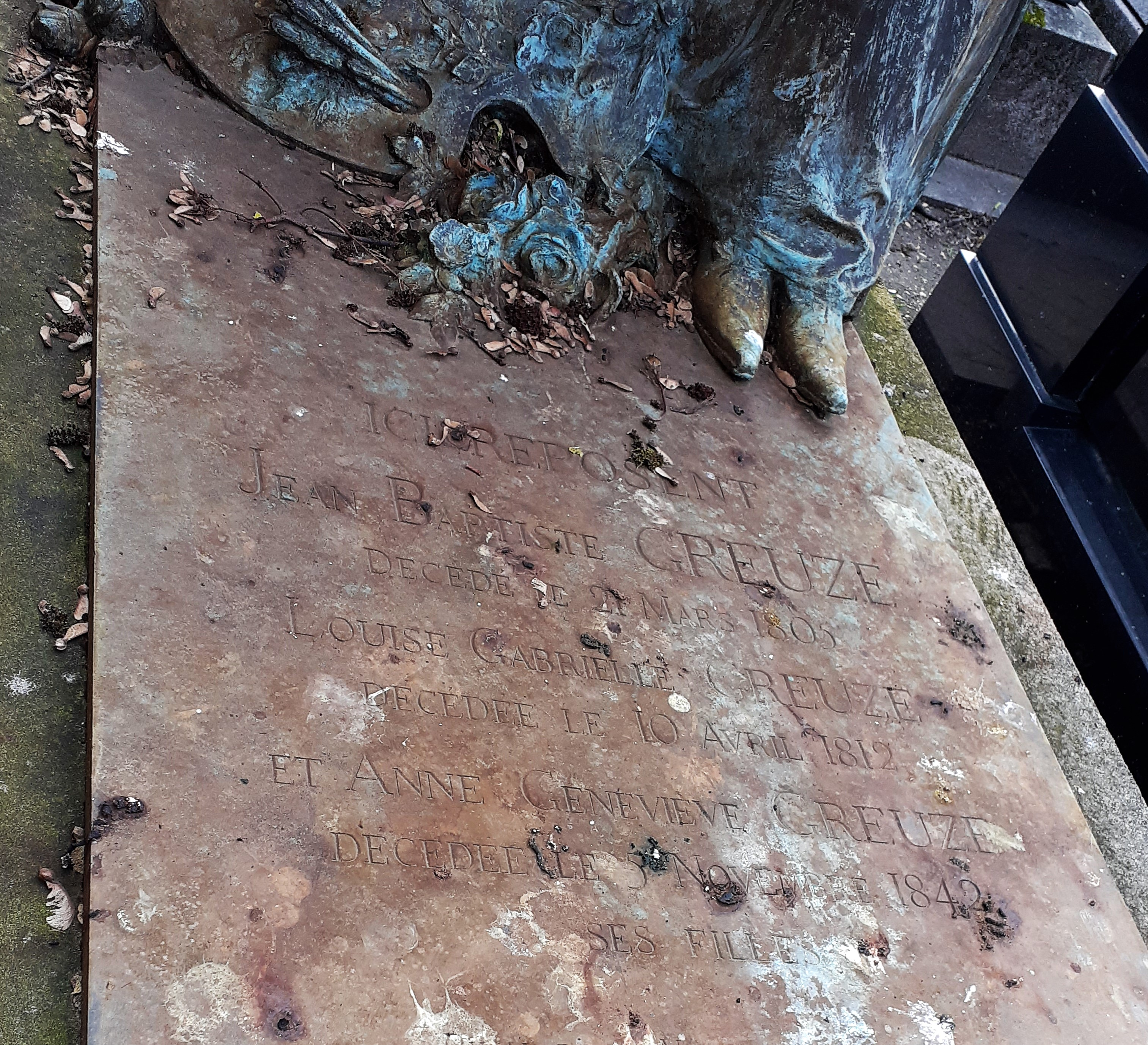
Pied de la stèle - inscriptions.

## Les pendants de Greuze
Une des œuvres les plus connues de Greuze, La Malédiction paternelle, est un diptyque en deux parties : Le Fils ingrat et Le Fils puni. Greuze s'intéressait à ce type de composition, particulièrement propre à faire passer un message émotionnel et moral. Il avait même projeté une série de treize pendants, Basile et Thibaut ou les Deux Éducations, véritable vade-mecum destiné aux pères de famille, qu’il n’a jamais réalisé.

## Son œuvre
- Jeune fille à la poupée, (vers 1750), huile sur toile, 65 × 55 cm[9] ,[10], Saint-Pétersbourg, musée de l'Ermitage
- Le Jeune Homme au chapeau (1750), huile sur toile, 61 × 50 cm[11] ,[12], Saint-Pétersbourg, musée de l'Ermitage

Après son Père de famille expliquant la Bible à ses enfants en 1755, sa popularité se confirme avec d'autres scènes de genre à visée morale, comme L'Accordée de village (Salon de 1761, Paris, musée du Louvre), La Piété filiale (Salon de 1763, acquis par Catherine II, Saint-Pétersbourg, musée de l'Ermitage), Le Fils ingrat, Le Fils puni (esquisses en 1765, Palais des beaux-arts de Lille, tableaux en 1778, musée du Louvre) ou La Mère bien aimée (Salon de 1769, Madrid, collection particulière).
- Enfant endormi sur son livre, dit Le petit Paresseux, 1755, huile sur toile, Montpellier, musée Fabre
- La Lecture de la Bible ou Un Père de famille expliquant la Bible à ses enfants, 1755, huile sur toile, 65 × 82 cm[13], Paris, musée du Louvre
- Pendants italiens (salon de 1757) :
  - Les Œufs cassés, 1756[14], New York, Metropolitan Museum of Art
  - Le Geste napolitain, 1757[15], Worcester Art Museum (pendant du précédent)
  - Indolence (La Paresseuse Italienne), Wadsworth Atheneum, Hartford
  - Le Guitariste ou Un oiseleur qui, au retour de la chasse, accorde sa guitare, Guitariste, Nantes, vers 1757, huile sur toile, 70 × 57 cm, musée d'arts de Nantes (pendant du précédent)
- Pendants pour Madame de Pompadour :
  - La simplicité, 1759, Kimbell Art Museum, Fort Worth, Texas
  - Un berger qui tente le sort pour savoir s’il est aimé de sa bergère, 1761, Petit Palais, Paris
- Portrait de l'abbé Louis Gougenot, 1757, huile sur toile, 59,6 × 53 cm[16], musée des beaux-arts de Dijon
- L'Accordée de village, 1761, huile sur toile[17], Paris, musée du Louvre
- La Blanchisseuse, 1761, Los Angeles, Getty Center
- Étude pour le paralytique, 1763, huile sur toile, Montpellier, musée Fabre
- Portrait de la femme de l'artiste (Ritratto della moglie dell'artista) ou Portrait de jeune fille (Ritratto di giovane Donna), huile sur toile cm. 45 x 37, palazzo Barberini - Gallerie Nazionali d'Arte Antica à Rome, inventaire 2490. Non daté.

Diderot exprime son enthousiasme pour le Portrait de Wille présenté au salon de 1765.
- Portrait du graveur Georges Wille, 1763, huile sur toile, 59 × 49 cm, musée Jacquemart-André, Paris[19]
- Jeune fille, vers 1765, huile sur toile, 45 × 37 cm, Chantilly, musée Condé[20]
- Le Tendre désir, vers 1769, huile sur toile, 40 × 32 cm[21], Chantilly, musée Condé

En 1769 il est élu à l'Académie comme peintre de genre et non comme peintre d'histoire comme il l'espérait avec son Empereur sévère. À partir de cette date, déçu, il ne participa plus aux Salons jusqu'en 1800.
- L'Empereur Sévère reprochant à Caracalla, son fils, d'avoir voulu l'assassiner, 1769, huile sur toile[n 3], Paris, musée du Louvre
- Jeune fille au panier[22], 1770-1780, huile sur toile, 46 × 38 cm, Montpellier, musée Fabre
- La Dame de charité, (vers 1772-1775), huile sur toile[23], musée des beaux-arts de Lyon
- Le Gâteau des rois[24], 1774, Montpellier, musée Fabre
- Portrait d'une petite fille regardant par-dessus son épaule, années 1770 (huile sur toile vendue aux enchères en 2014 à New-York)[25] ;
- Jeune garçon, après 1775, huile sur toile, 40 × 32 cm, Chantilly, musée Condé[26] ;
- Le Prince Alexandre Stroganoff, 1777-1778, huile sur toile, 46 × 38 cm[27], Musée des beaux-arts de Besançon ;
- La Malédiction paternelle, Paris, musée du Louvre :
  - Le Fils ingrat, 1778, Paris, musée du Louvre ;
  - Le Fils puni, 1778[28], Paris, musée du Louvre (pendant du précédent) ;
- Portrait du comte Stroganov enfant (1778), huile sur toile, 50 × 40 cm[29] ,[30], Saint-Pétersbourg, musée de l'Ermitage ;
- La Prière du matin[31], vers 1780, huile sur panneau, Montpellier, musée Fabre ;
- Jeune fille[32], vers 1780, huile sur bois, 40 × 23 cm, Montpellier, musée Fabre ;
- La Comtesse Chouvalova, vers 1780, huile sur toile, 60 × 50 cm[33] ,[34], Saint-Pétersbourg, musée de l'Ermitage ;
- Jeune fille aux mains jointes [35], vers 1780, huile sur toile, 41 × 38 cm, Montpellier, musée Fabre ;
- Le Petit mathématicien[36], huile sur toile, 1780-1800, 64 × 53 cm, Montpellier, musée Fabre ;
- La prière de la jeune fille, huile sur bois, 32 × 24 cm, Gray (Haute-Saône), musée Baron-Martin.
- Personnage debout vu de face, sanguine sur papier beige. H. 0,559 ; L. 0,364 m[37]. Beaux-Arts de Paris. Ce dessin représentant un personnage isolé à la sanguine est préparatoire à celui du mari situé à droite de la Réconciliation familiale, une composition d'une facture très achevée à la pierre noire, au lavis brun et d'encre de Chine, conservée à l'Art Museum de Phoenix. Datée vers 1785, elle met en scène le retour de l'époux volage vers sa femme éplorée[38].

La Révolution de 1789 amena la vogue de l'antique et dévalorisa son œuvre, mais le XIXe siècle perpétua la tradition de la peinture sentimentale.
- Psyché couronnant l’amour, 1785-1790, huile sur toile, 147 × 180 cm, Palais des beaux-arts de Lille[39].

Après avoir exposé aux Salons de 1800, 1801 et 1804, le Salon en 1808 exposa Sainte-Marie l'Égyptienne trois ans après sa mort.
- La Surprise, vers 1800, huile sur toile, 47 × 38 cm[40], Chantilly, musée Condé ;
- Le Premier Sillon, musée Pouchkine, huile sur toile, 118 × 148 cm (lire en ligne), après 1800 ;
- Portrait de Michel-Nicolas Hussard[41], vers 1805, huile sur toile, 73 × 59 cm, musée d'arts de Nantes.

Il a eu, entre autres, pour élèves Marie Renée Geneviève Brossard de Beaulieu, Jeanne-Philiberte Ledoux, Constance Mayer, Pierre Alexandre Wille, Charles-Henri Desfossez, Anna-Geneviève Greuze.

## Galerie

### Scènes de genre

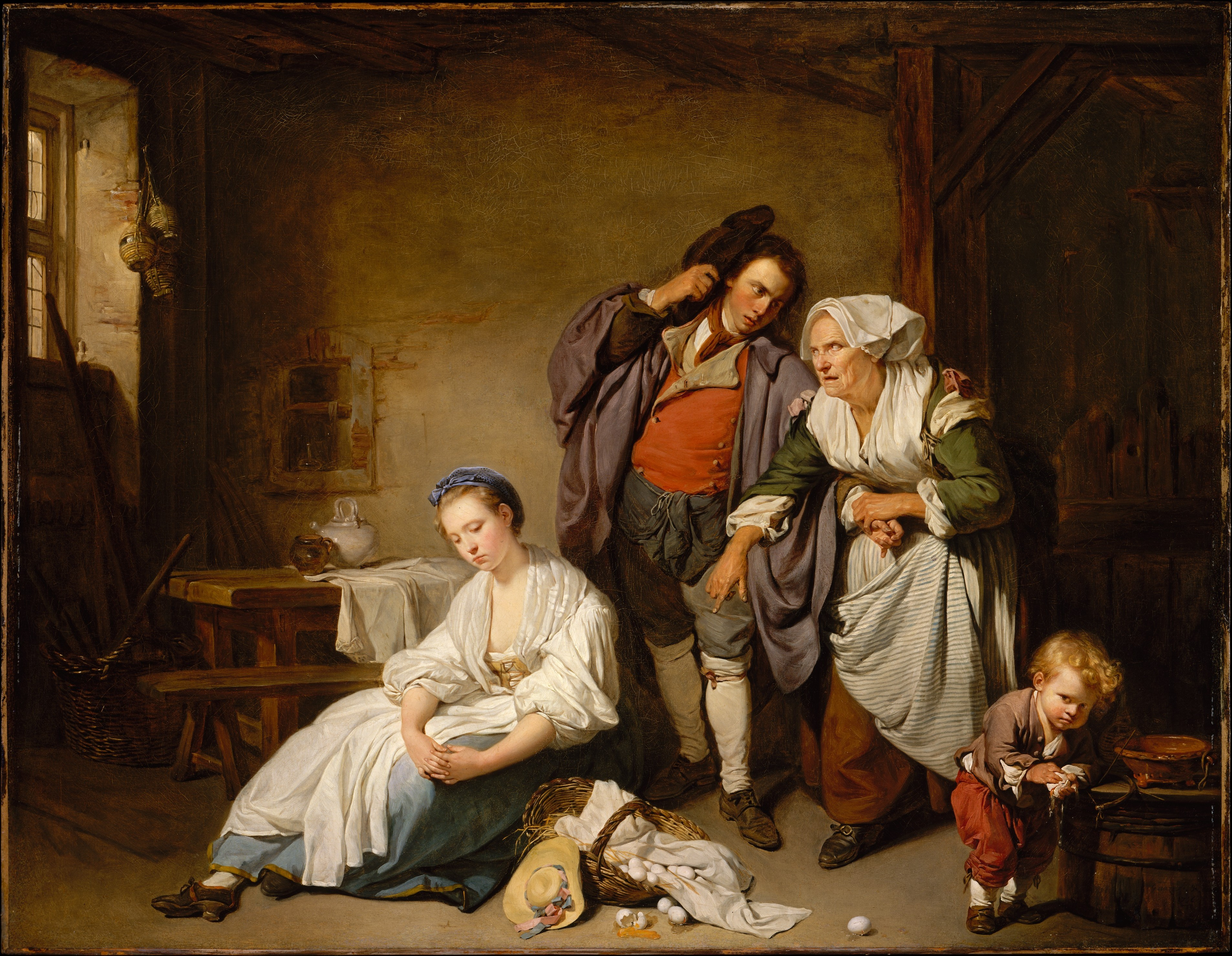
Les Œufs cassés (1756), New York, Metropolitan Museum of Art.
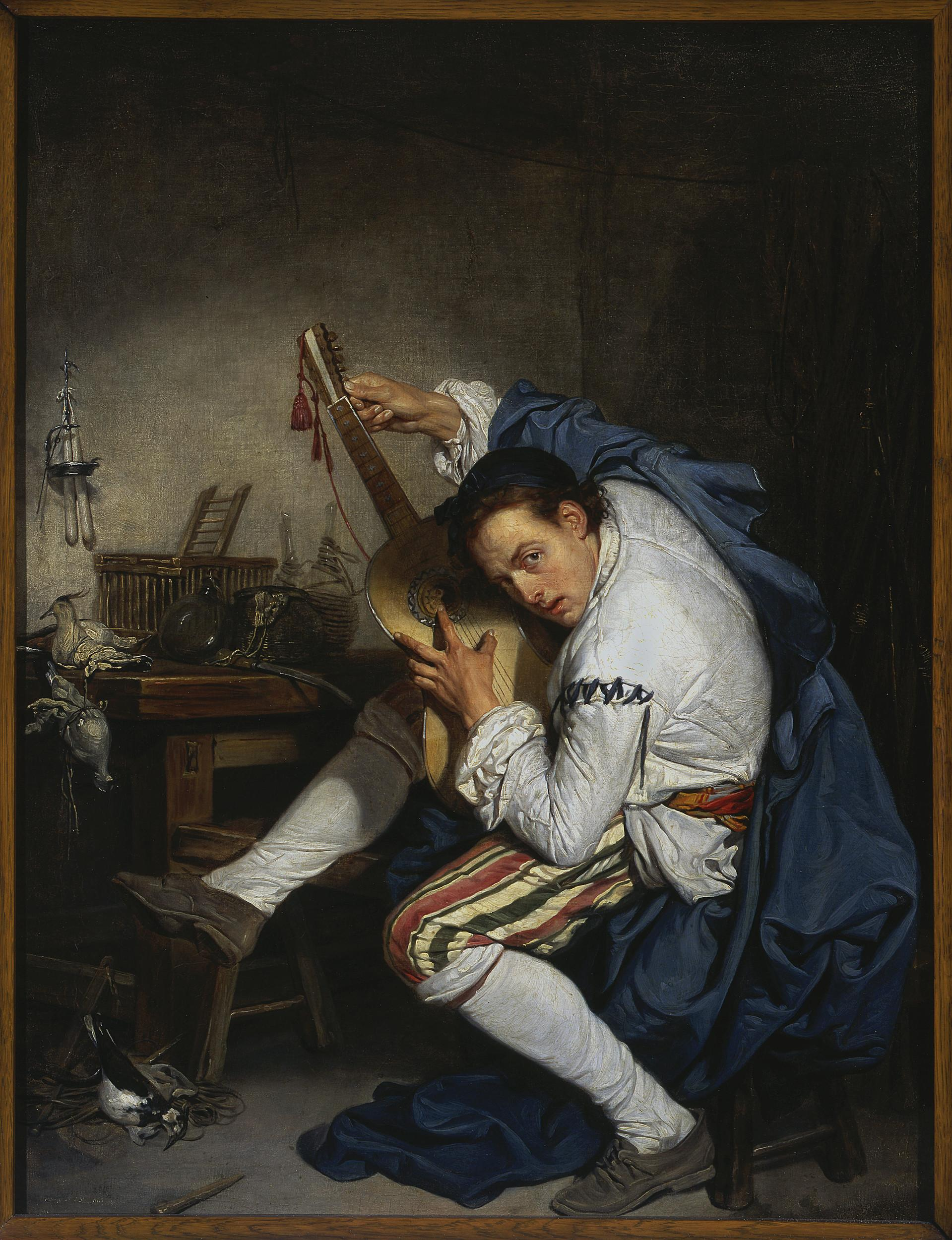
L'Oiseleur accordant sa guitare (1757), musée national de Varsovie.
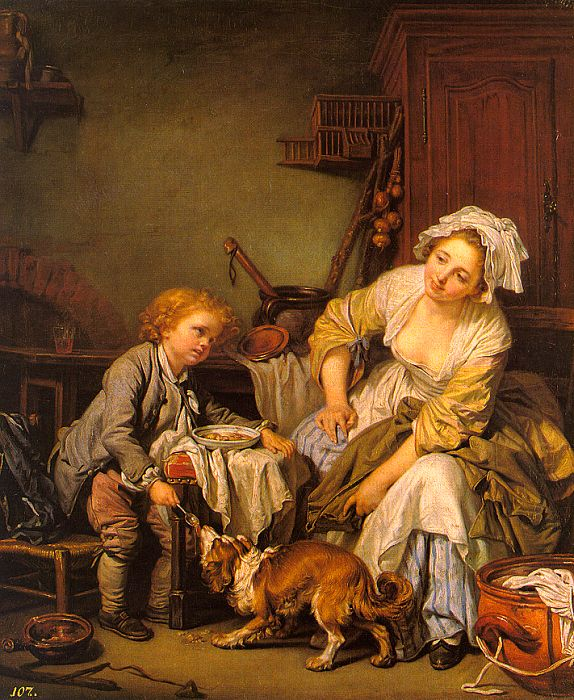
L'Enfant gâté (1765), Saint-Pétersbourg, musée de l’Ermitage.
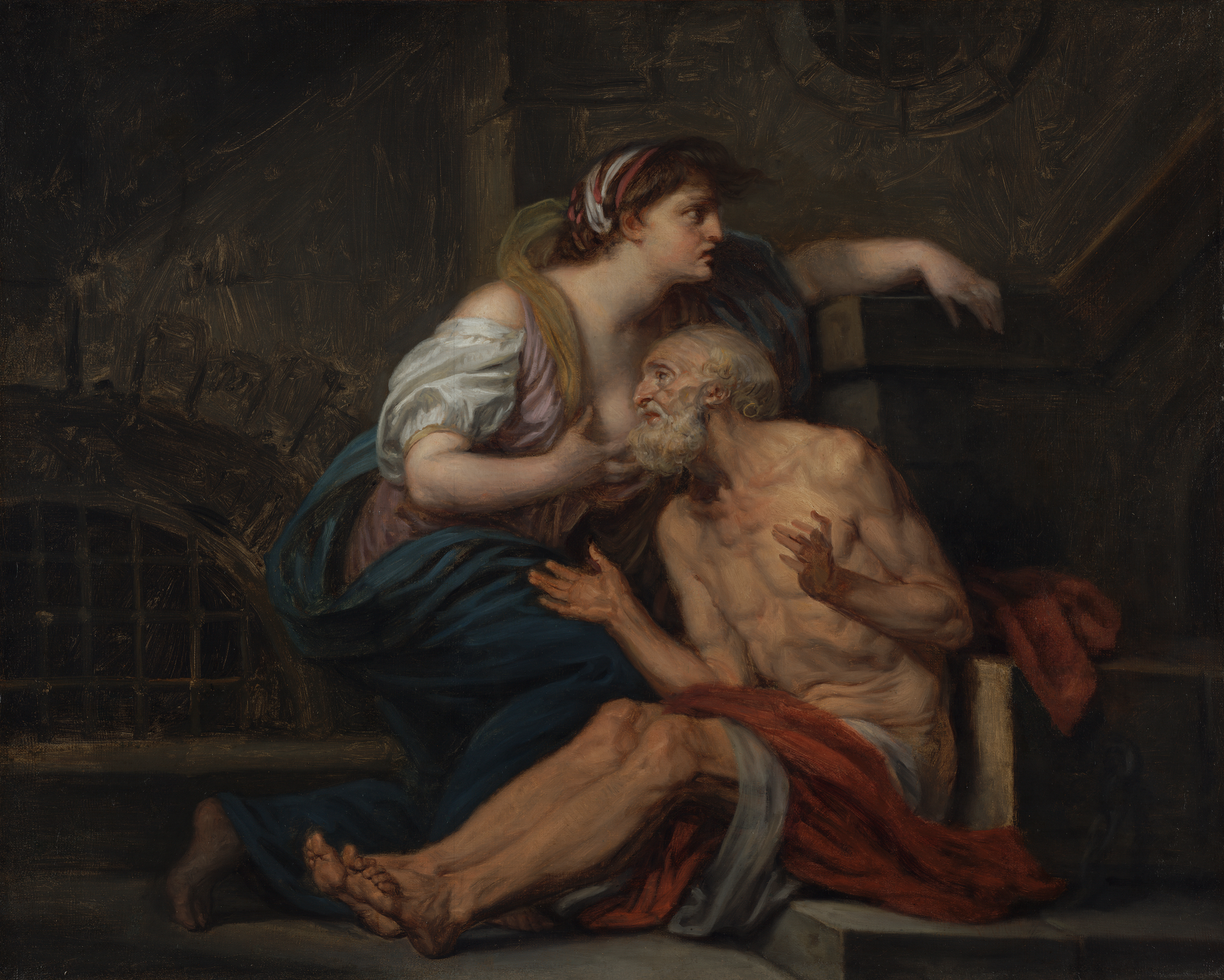
La Charité romaine (vers 1767), Los Angeles, Getty Center.
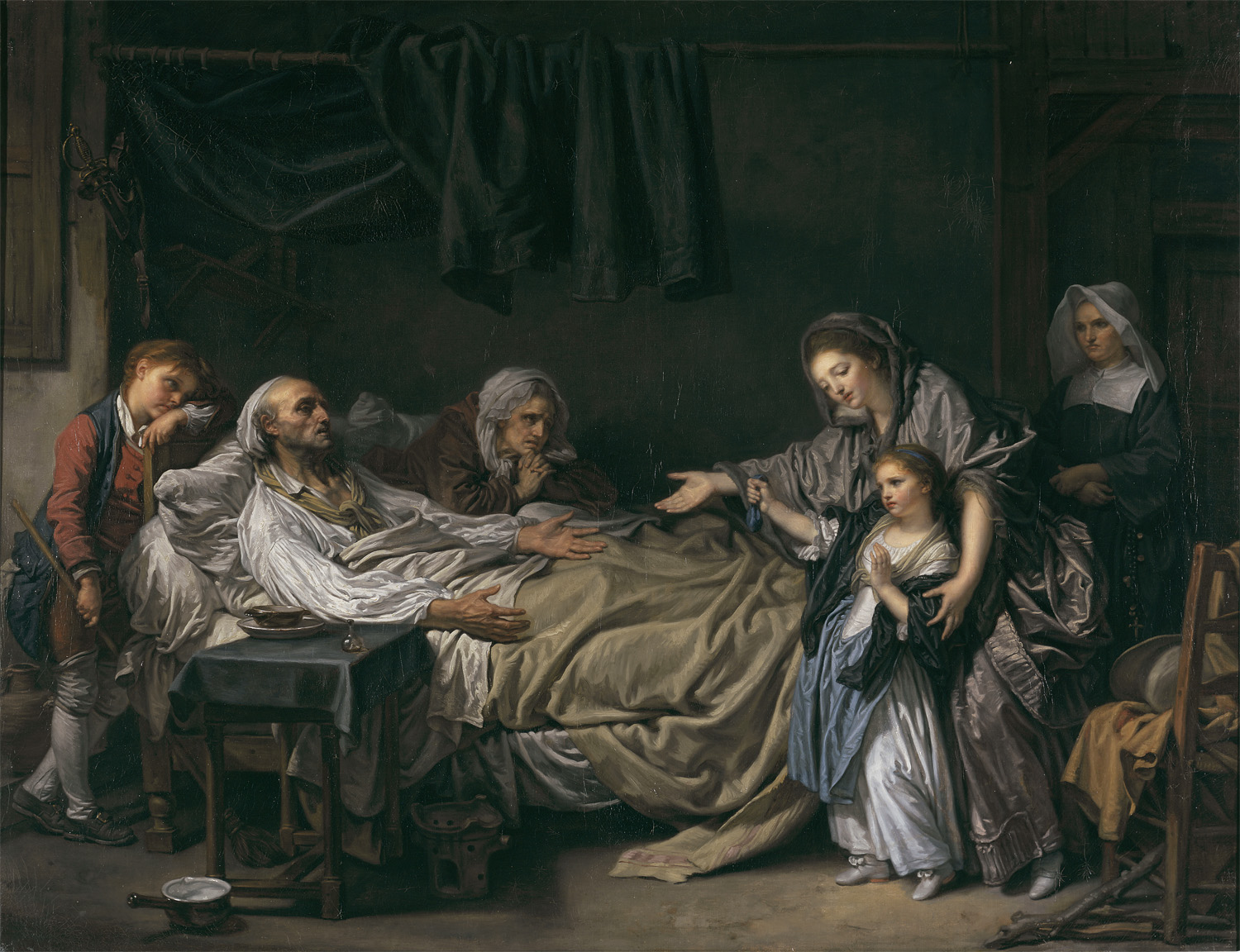
La Dame de charité (1773), Lyon, Musée des beaux-arts de Lyon.
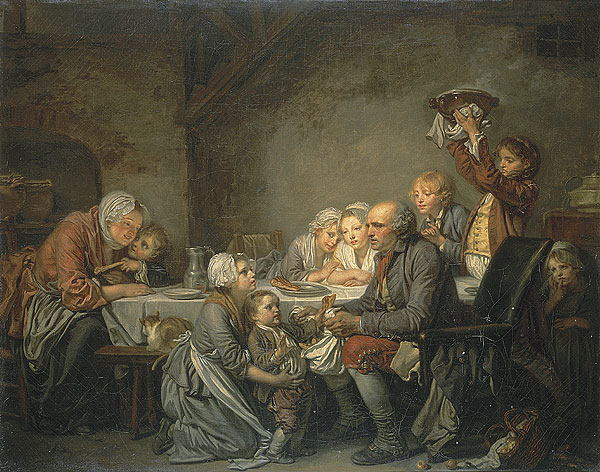
Le Gâteau des Rois (1774), Montpellier, musée Fabre.
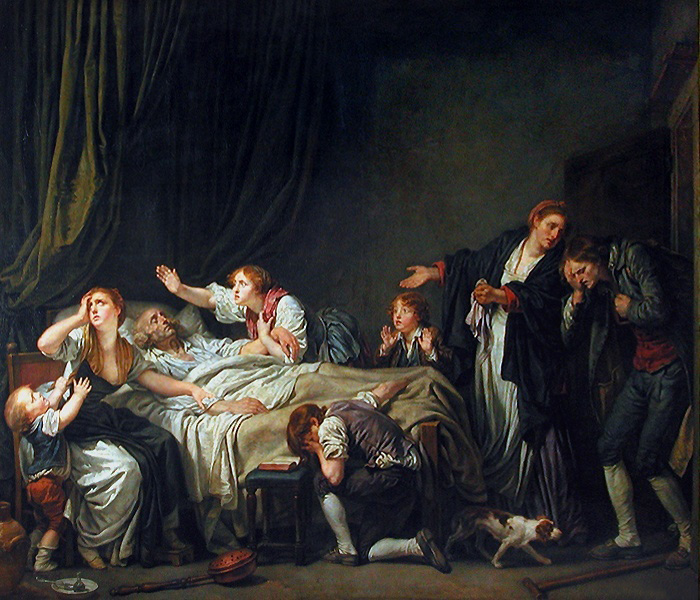
Le Fils puni (1778), Paris, musée du Louvre.

### Portraits

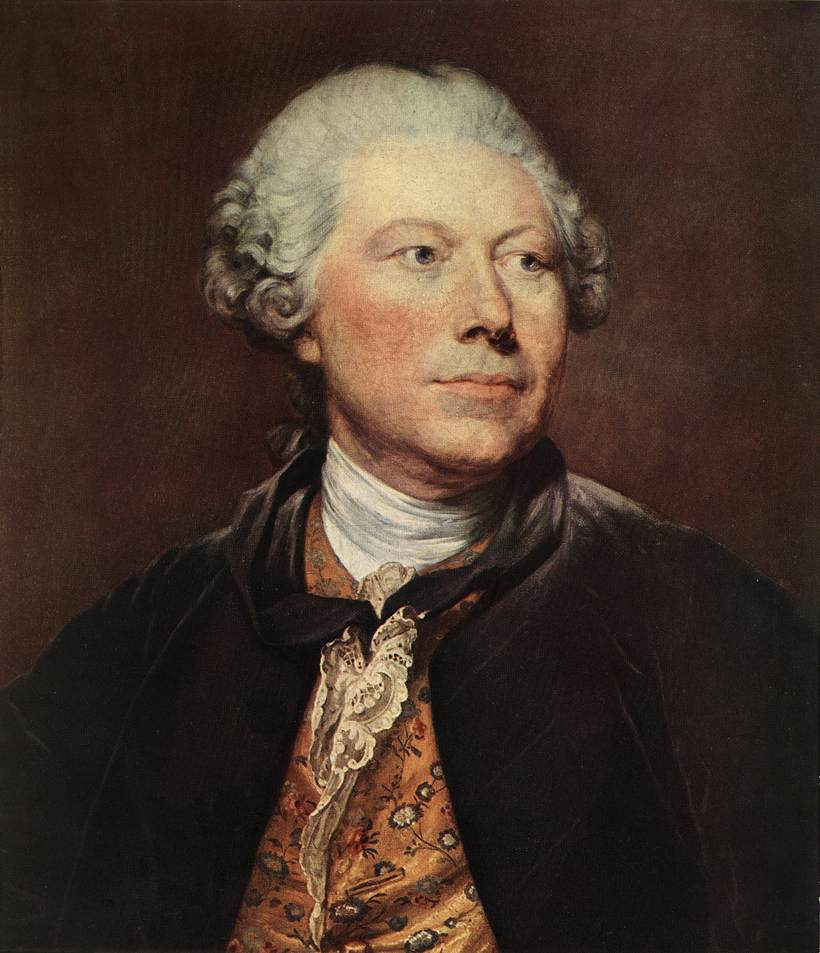
Portrait de Jean-Georges Wille (1763), Paris, musée Jacquemart-André.
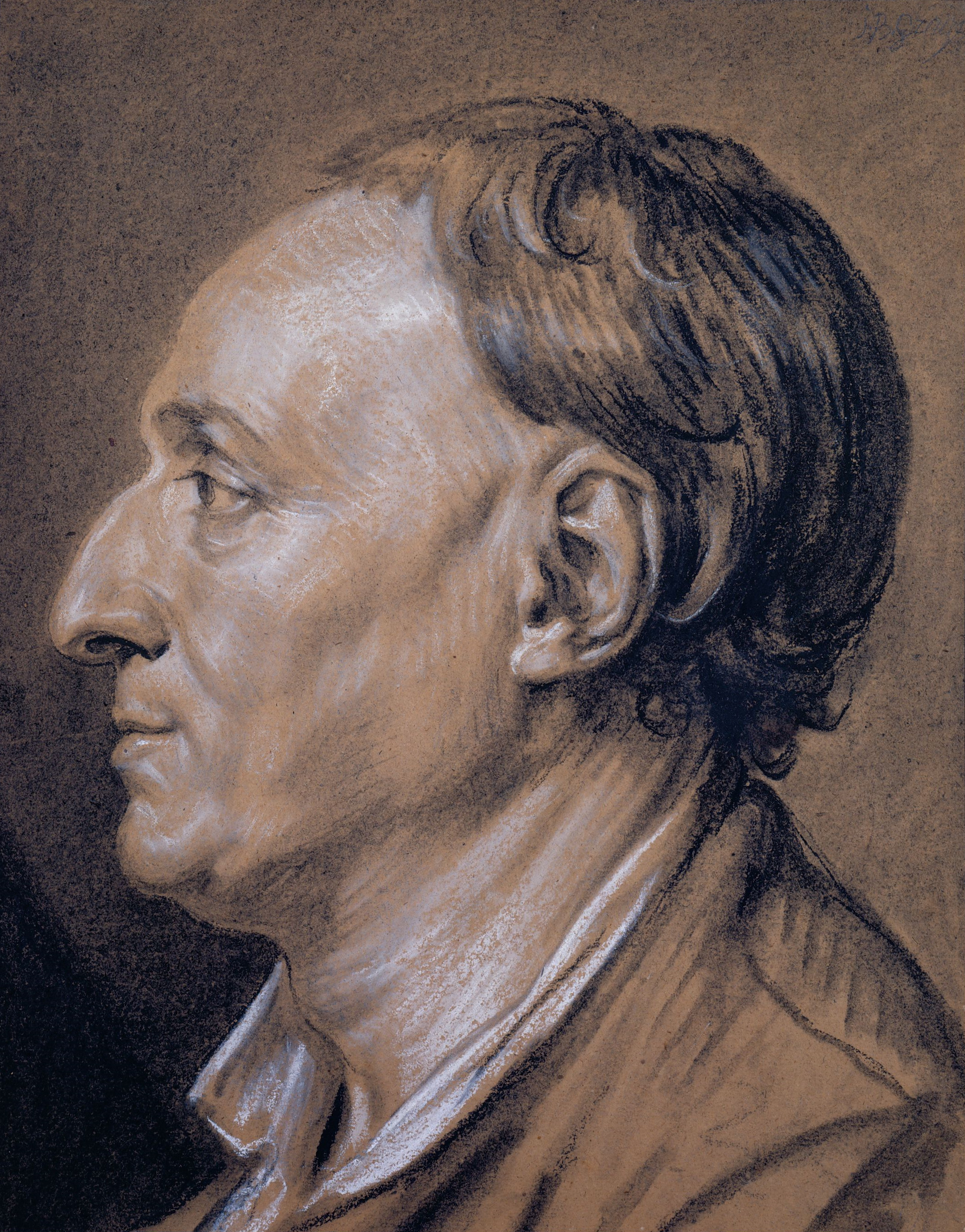
Portrait de Denis Diderot (1766), New York, Morgan Library and Museum.
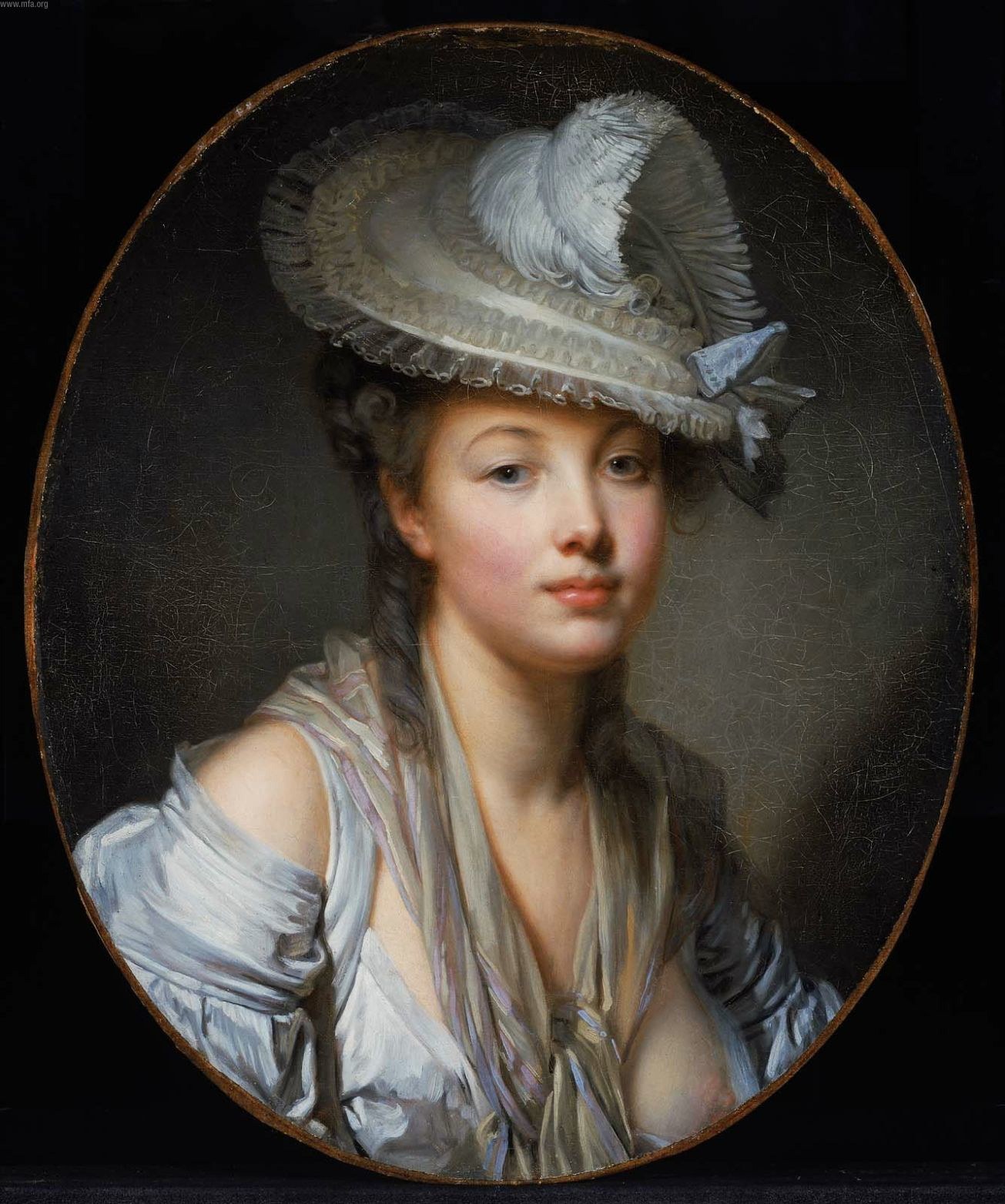
Le Chapeau blanc (1780), musée des Beaux-Arts de Boston.
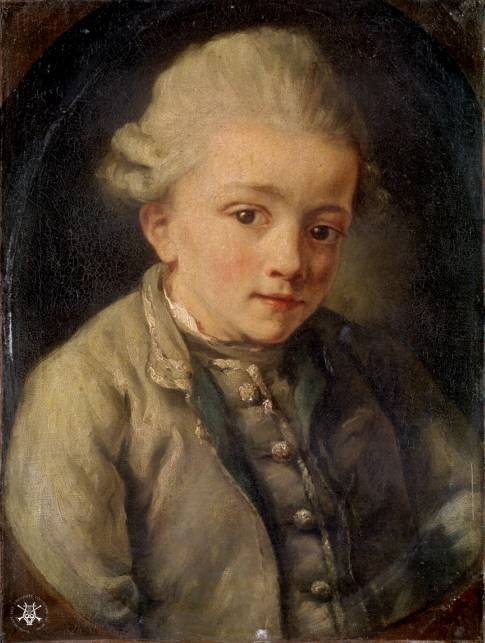
Portrait d'un garçon, New Haven, Yale University Art Gallery.
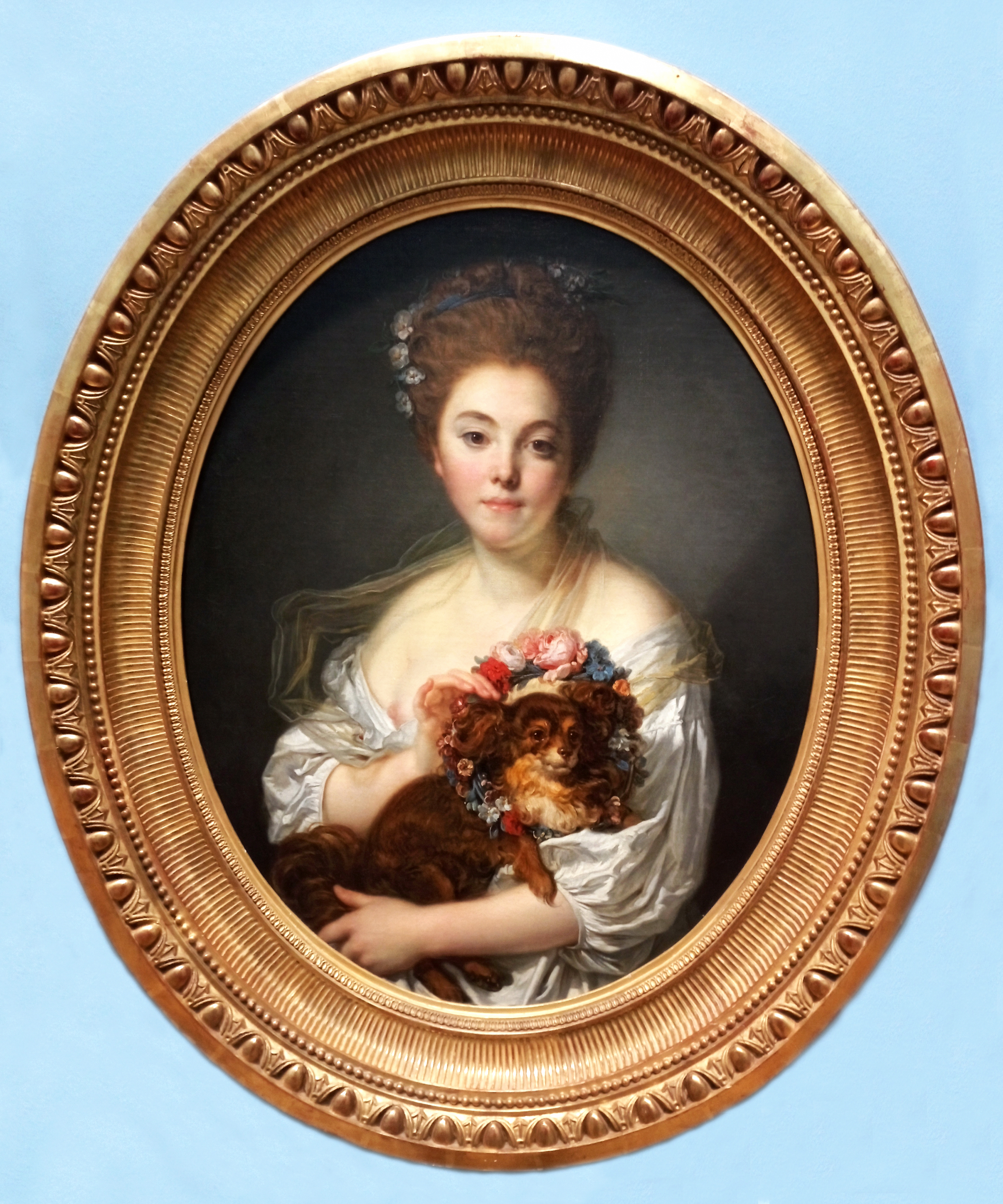
Portrait présumé de Madame de Porcin ou de Madame Hardy de Villoutreys. Musée des Beaux-Arts d'Angers.
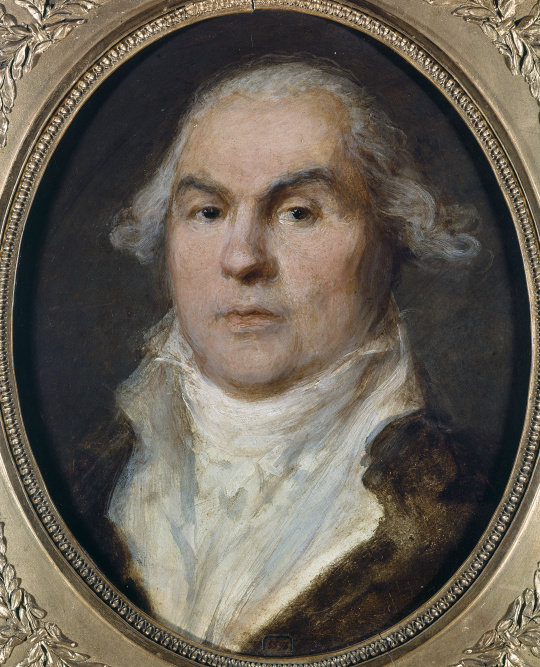
Portrait de Cambacérès, musée des Beaux-Arts de Chartres.

### Thème de la jeune fille

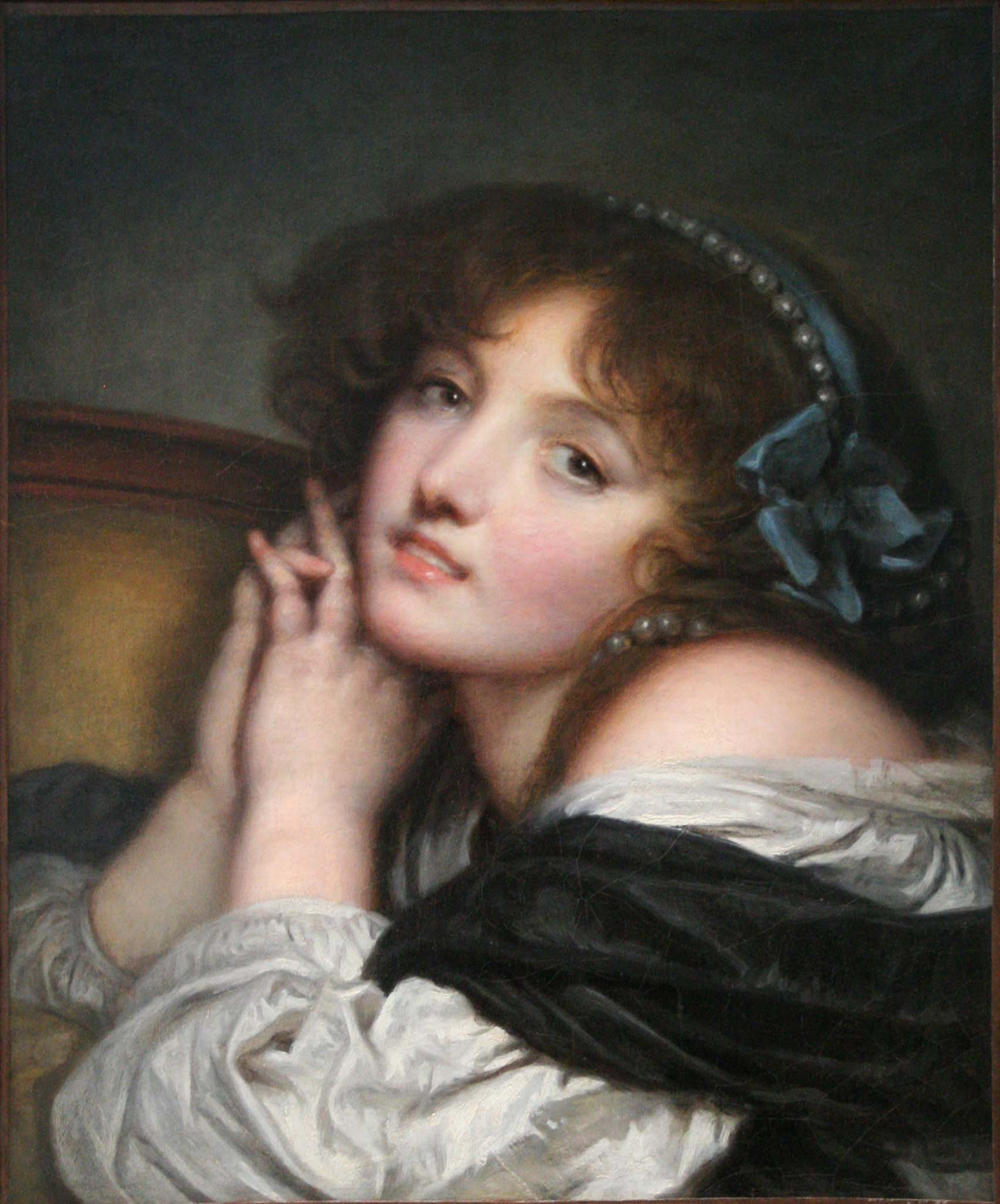
Jeune Fille aux mains jointes (1780), Montpellier, Musée Fabre.
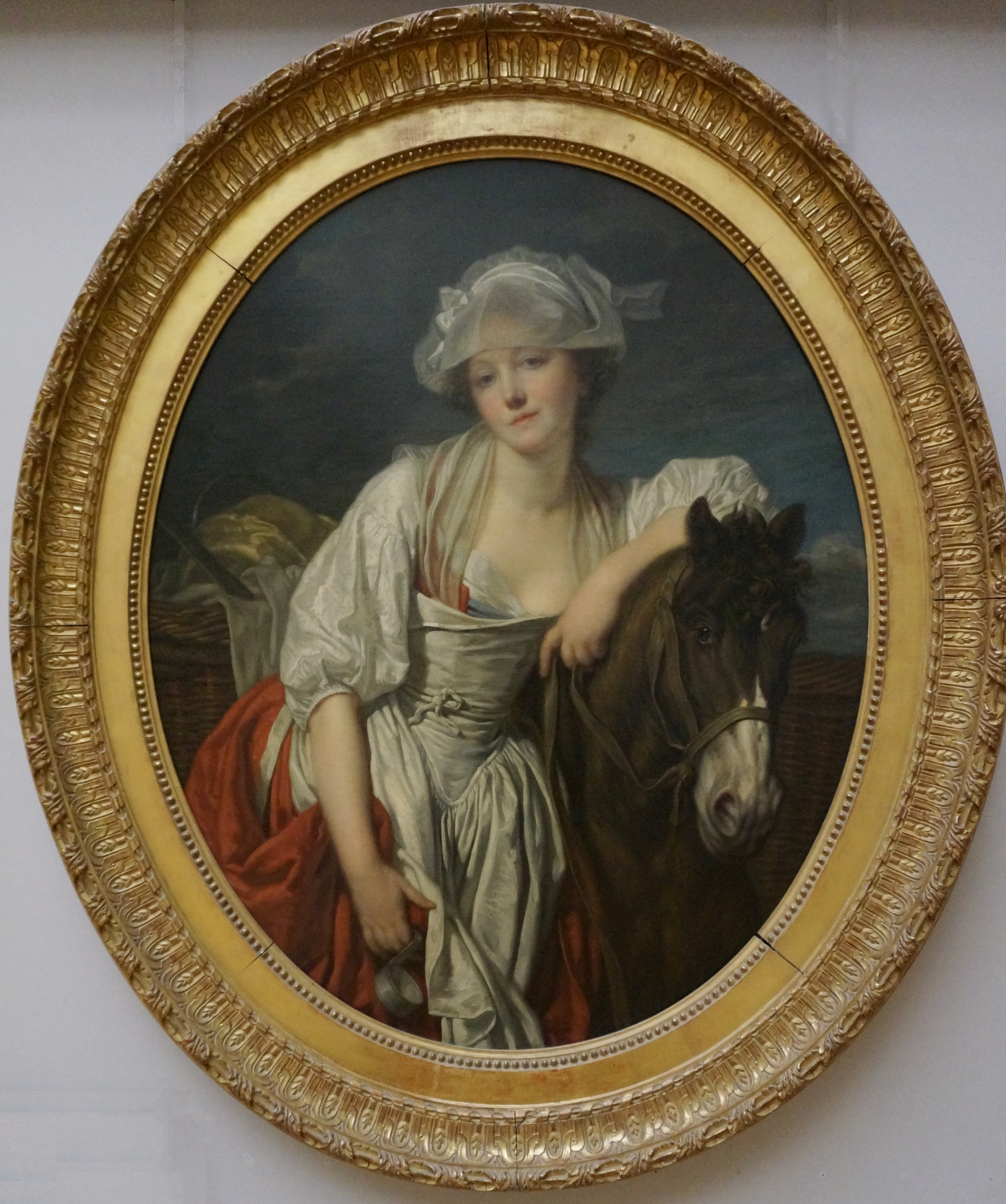
La Laitière (1772-1773), Paris, musée du Louvre.
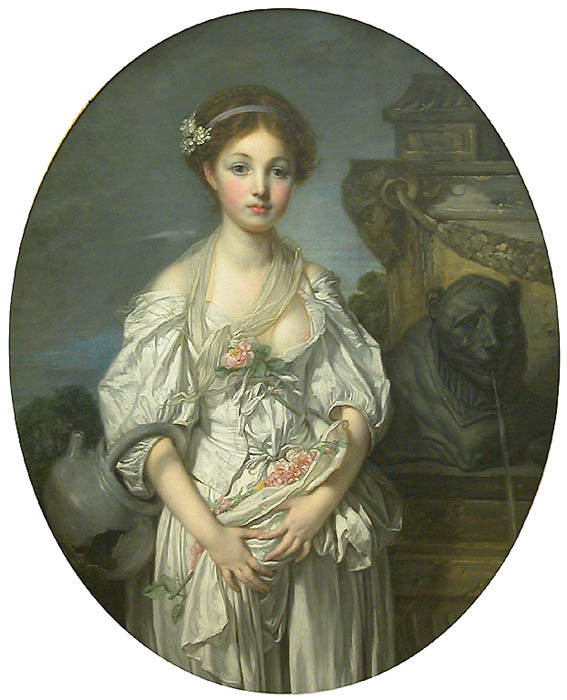
La Cruche cassée (1773), Paris, musée du Louvre.
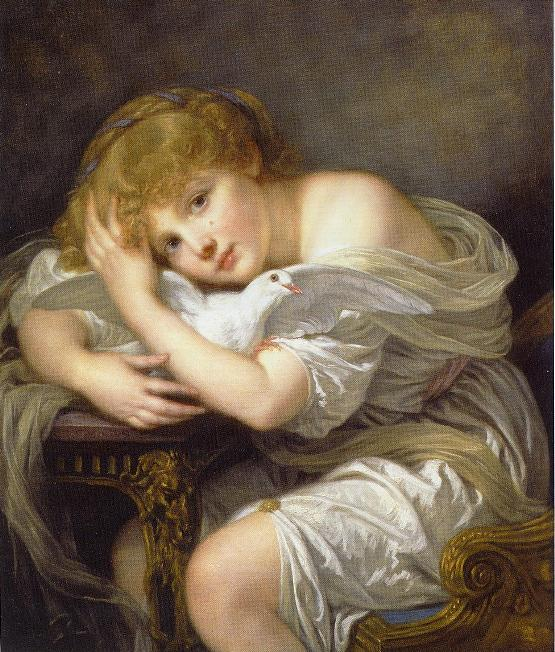
La Jeune Fille à la colombe, musée de la Chartreuse de Douai.
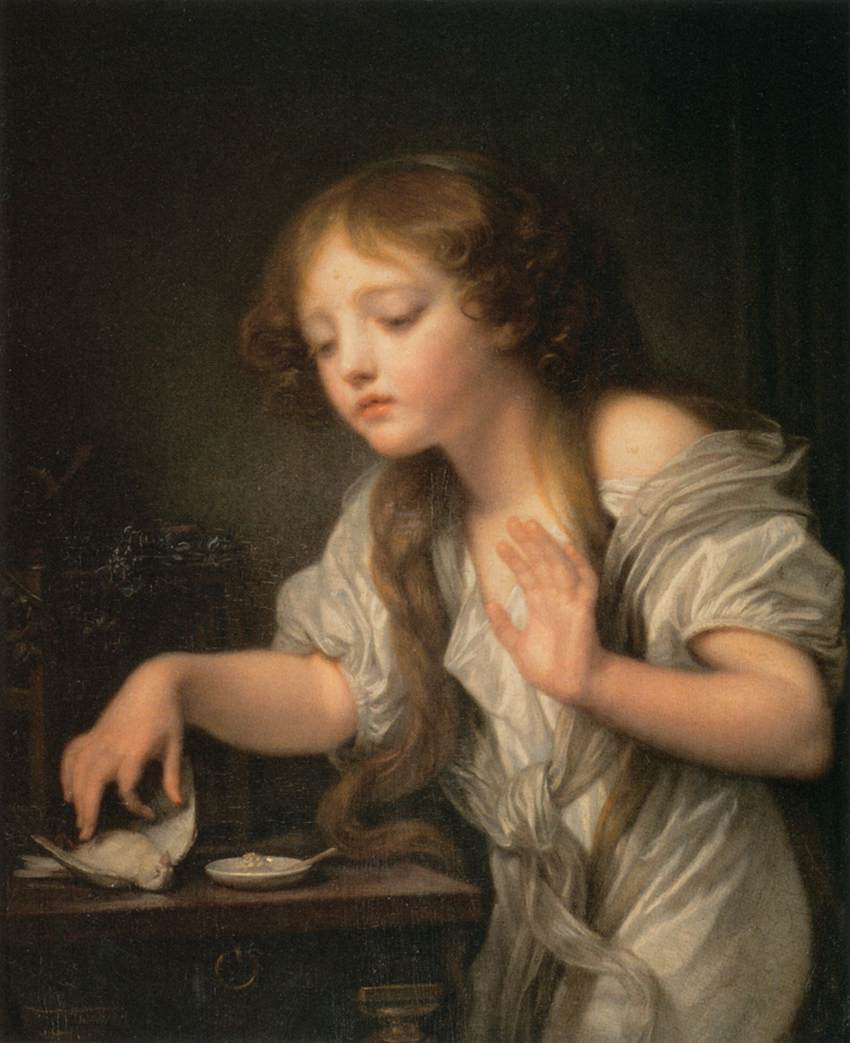
L'Oiseau mort (1800), Paris, musée du Louvre.
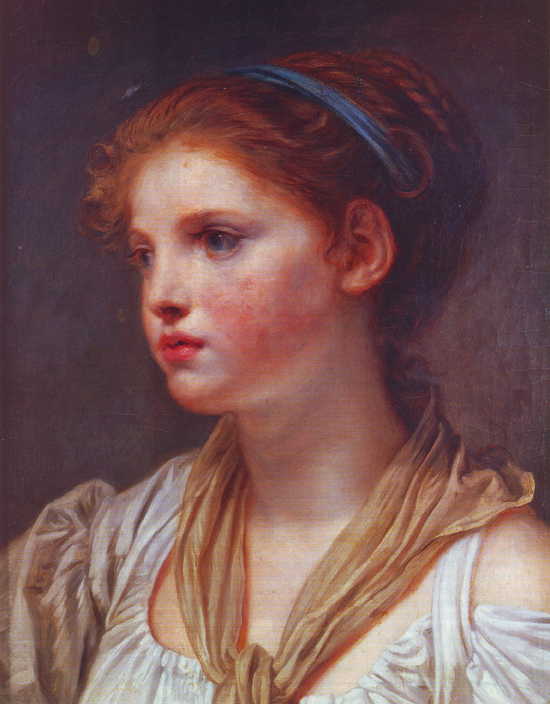
Jeune Fille au ruban bleu (non daté), Rennes, musée des Beaux-Arts.
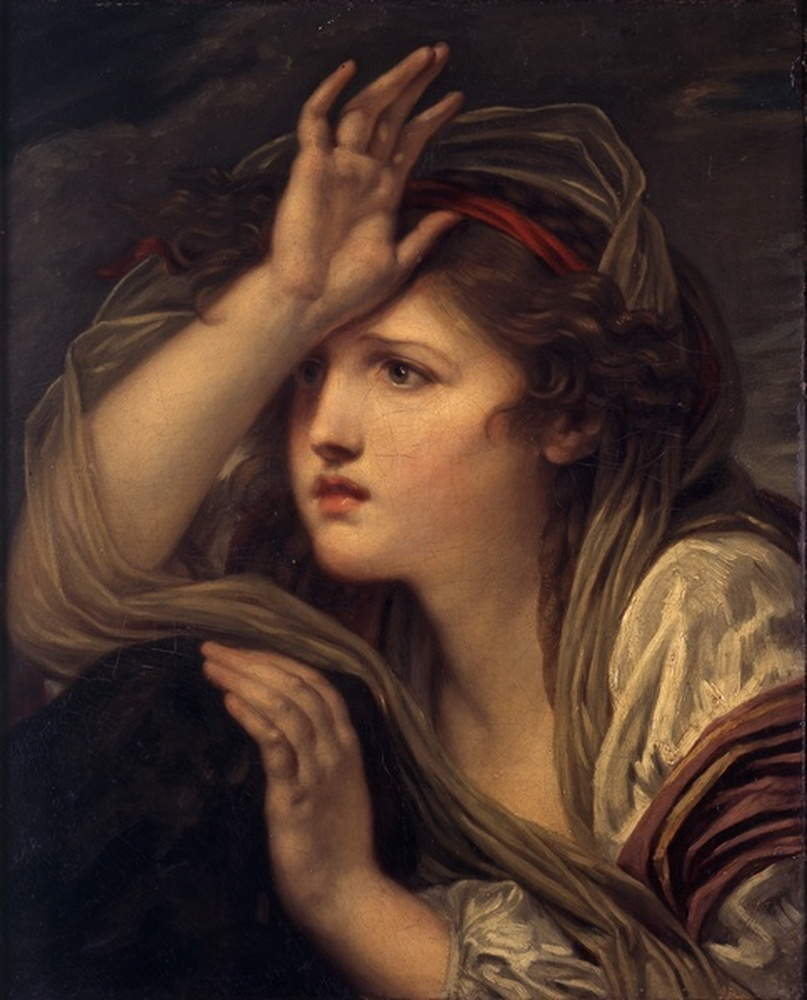
L'Effroi (non daté), Saint-Étienne, musée d'Art moderne et contemporain de Saint-Étienne Métropole.

## Dessins
- Étude pour Le Fils puni, pierre noire et lavis d'encre de Chine, H. 0,266 ; L. 0,363 m[42]. Paris, Beaux-Arts de Paris[43]. Cette esquisse appartient à un petit ensemble de dessins préparatoires au Fils puni, toile ambitieuse qui fait pendant au Fils ingrat. La composition est dense, ramassée et encombrée de motifs pour donner à voir et à ressentir le drame qui se joue dans la chambre du mourant.
- Tête d'enfant regardant avec effroi, sanguine sur papier beige, contre-collé en plein sur carton, H. 0,421 ; L. 0,318 m[44]. Paris, Beaux-Arts de Paris[45]. Cette tête d'expression est importante en ce qu'elle témoigne de l'attention particulière que ne cessa de porter Greuze à l'étude des sentiments. Il s'agit d'émouvoir le spectateur en parvenant à traduire , comme "d'après nature", la première rencontre de l'enfance avec l'horreur de la mort.
- Torse d'Homme, nu à mi-corps, pastel sur papier bleu, H. 0,440 ; L. 0,320 m[46]. Paris, Beaux-Arts de Paris[47]. La feuille est une étude préparatoire pour la toile d'histoire : L'Empereur Sévère reproche à Caracalla, son fils, d'avoir voulu l'assassiner. La nudité de l'empereur révèle un corps fatigué et mourant, elle exprime la débilité de ce vieillard fragilisé par la tentative de paricide. Les nombreux détails scrupuleusement étudiés de son corps sont remarquables.
- Jeune fille aux deux colombes, plume, encre brune et lavis d'encre de Chine, H. 0,226 ; L. 0,241 m[48]. Paris, Beaux-Arts de Paris[49]. La colombe est un motif ordinaire des scènes d'amour depuis la Renaissance. Greuze accordait de l'importance au motif de l'oiseau comme symbole érotique. Dans cette feuille, d'une plume agile, quelques traits d'encre brune à l'exécution nerveuse, il nous convie dans l'univers intime et bourgeois de cette jeune fille dont le regard est tourné vers le spectateur.
- Les Amants surpris, plume et encre noire, pinceau, lavis d'encre de Chine, H. 0,240 ; L. 0,280 m[50]. Paris, Beaux-Arts de Paris[51]. Il s'agit d'une petite comédie bourgeoise, campée par Greuze à coups de pinceaux au lavis gris, qui rappelle les vaudevilles des foires parisiennes. Dans une chambre, une jeune fille est allongée dans un lit à rideaux, un gandin débraillé se trouve à son chevet. Alors qu'une servante tire le rideau comme pour nous inviter à observer la scène, face à elle, sur une chaise, un petit chien semble excité par ce qui se donne à voir.
- Le Charcutier, pinceau et lavis gris, tracé préparatoire à la pierre noire, H. 0,355 ; L. 0,275 m[52]. Paris, Beaux-Arts de Paris[53]. Loin de représenter un charcutier d'après nature, Greuze restitue ici l'image la plus repoussante et avilissante du métier. Ce lavis gris daté des années 1770 est postérieur à l'échec du Septime Sévère de l'artiste au salon de 1769. Les traits du charcutier ne sont pas sans rappeler ceux de Diderot dont il réalisa le portrait un peu plus tôt et qui fut le plus cruel des critiques, composant une diatribe reprise à l'unisson par le public. On pourrait voir dans cette caricature une réponse drôle et amère.
- Personnage debout vu de face, sanguine sur papier beige, collé en plein sur le montage ancien, H. 0,559 ; L. 0,364 m[54]. Paris, Beaux-Arts de Paris[55]. Cette sanguine compte parmi les rares dessins préparatoires à La Réconciliation familiale, toile perdue ou qui ne fut jamais réalisée. Greuze s'intéresse ici aux iconographies du retour, il se joue un moment fort de la vie familiale : le retour du mari volage que l'artiste semble faire hésiter entre le repentir et la désinvolture.
- Le Songe, dit aussi Jeune femme lutinée par des amours, vers 1775-1780, pinceau et encre grise sur traits de pierre noire sur papier vergé, 22,1 × 37 cm, Orléans, musée des Beaux-Arts[56].
- Deux études de mains, vers 1780, sanguine sur papier vergé, 32,8 × 25,6 cm, Orléans, musée des Beaux-Arts[57].
- La Veuve et son seigneur, pierre noire, encre noire et lavis gris, 47,5 × 59,5 cm, après 1800, pour un projet de toile non réalisée, Musée du Petit Palais, achat de 2025[58].

## Jean-Baptiste Greuze dans la fiction
- Dans le roman La Vallée de la peur (1915), Sherlock Holmes apprend à l'inspecteur MacDonald que le professeur Moriarty possède un tableau de Jean-Baptiste Greuze, intitulé « La Jeune Fille à l'agneau », acquis « quarante mille livres à la vente Portalis[59] » de 1865.
- Dans Le Guépard de Luchino Visconti, le Prince de Salina (interprété par Burt Lancaster) contemple La Mort du juste.
- Dans Les Thibault de Roger Martin du Gard, Oscar Thibault possède une gravure reproduisant Le fils puni.